# Grande Loge des anciens maçons libres et acceptés d'Allemagne
La Grande Loge des anciens maçons libres et acceptés d'Allemagne (en allemand : « Großloge der Alten Freien und Angenommenen Maurer von Deutschland » ou Großloge AFAM von Deutschland) est une obédience maçonnique allemande.

## Description
Cette obédience fait partie d'une réunion d'obédiences nommée « Grandes Loges unies d'Allemagne » dont elle est membre fondatrice, reconnue comme régulière par la Grande Loge unie d'Angleterre.
Elle travaille, entre autres, au Rite de Schroeder.

## Loges fondatrices
Les loges maçonniques fondatrices de cette grande loge sont:
- 42 loges de la Große National-Mutterloge „Zu den drei Weltkugeln“
- 35 loges de la Große Loge von Preußen genannt "Royal York zur Freundschaft"
- 34 loges de la Großloge „Zur Sonne“
- 18 loges de la Große Loge von Hamburg
- 14 loges de la Große Mutterloge des Eklektischen Freimaurerbundes
- 7 loges de la Große Freimaurerloge „Zur Eintracht“
- 5 loges de la Symbolischen Großloge von Deutschland
- 4 loges de la Große Landesloge der Freimaurer von Deutschland
- 4 loges de la Große Landesloge von Sachsen,
- 1 loge de la Freimaurerbundes Zur aufgehenden Sonne

## Personnalités
- Burkhardt Gorissen